# Молчадь (река)
Мо́лчадь (бел. Мо́ўчадзь, Мо́ўчадка) — река в Барановичском и Дятловском районах Беларуси, левый приток Немана. Длина реки — 98 км, площадь её водосбора — 1140 км². Среднегодовой расход воды в устье — 9 м³/с. Средний уклон водной поверхности — 0,9 ‰. Долгое время река разделяла Новогрудский и Слонимский поветы Новогрудского воеводства.
На реке расположены Новосёлковская ГЭС и Гезгальская ГЭС.
Исток реки находится у деревни Зоричи (Брестская область). Река течёт на северо-запад, вскоре после истока перетекает в Гродненскую область. Течёт преимущественно по Новогрудской возвышенности. Ширина речной долины около 1,5 км.
Притоки — Дятловка, Прудище, Ивезянка (левые); Промша, Клишевка, Пониква, Ятранка, Своротва (правые).
Крупнейший населённый пункт на реке — городской посёлок Новоельня. Помимо него река протекает деревни и сёла Мицкевичи, Молчадь, Савцевичи (Брестская область); Белолозы, Огородники, Жихи, Дворец, Селивонки, Серафины, Гезгалы (Гродненская область).
Молчадь впадает в Неман напротив деревни Белица. Ширина реки в нижнем течении около 40 метров.